# Outoum-Silmi-Mossi (Kalsaka)
Pour les articles homonymes, voir Outoum-Silmi-Mossi.
Ne doit pas être confondu avec Outoum-Mossi.
Outoum-Silmi-Mossi est une localité située dans le département de Kalsaka de la province du Yatenga dans la région Nord au Burkina Faso.

## Histoire
Outoum-Silmi-Mossi est un village dont le peuplement historique est Silmi-Mossi soit un métissage entre populations Peulh et Mossi.

## Santé et éducation
Le centre de soins le plus proche de Outoum-Silmi-Mossi est le centre de santé et de promotion sociale (CSPS) de Kalsaka tandis que le centre médical avec antenne chirurgicale (CMA) de la province se trouve à Séguénéga.